# مایک پاول
 مایکل آنتونی پاول (انگلیسی: Michael Anthony Powell معروف به مایک پاول زادهٔ ۱۰ نوامبر ۱۹۶۳) ورزشکار آمریکایی رشتهٔ پرش طول است که رکورد جهانی این رشته را از سال ۱۹۹۱ تاکنون در اختیار دارد. پاول دو بار قهرمان جهان و برنده دو مدال نقره در المپیک‌های ۱۹۸۸ و ۱۹۹۲ در پرش طول شده‌است. وی در هر دو المپیک مغلوب هموطنش کارل لوئیس شد.
مایکل پاول سال ۱۹۹۱ در قهرمانی جهان توکیو موفق شد با پرشی به میزان ۸.۹۵ متر رکورد باب بیمون در المپیک مکزیکوسیتی را پس از ۲۸ سال به میزان ۵ سانتیمتر ارتقا دهد. این رکوردشکنی در یک رقابت بسیار نزدیک با کارل لوئیس به دست آمد. کارل لوئیس هم بهترین پرش‌های عمر خود را در این مسابقه انجام داد اما در جای دوم ایستاد. پاول به خاطر این این رکورد که همچنان پابرجا مانده برنده جایزه شخصیت ورزشی سال بی‌بی‌سی شد. رکورد بهترین پرش طول با کمک باد موافق هم به مایک پاول تعلق دارد. پاول در سال ۱۹۹۲ در ایتالیا با پرشی به میزان ۸.۹۹ متر را ثبت کرد اما به دلیل وجود ۴.۴ متر بر ثانیه باد موافق، رکورد رسمی محسوب نمی‌شود.
مایکل پاول پس از کنار گذاشتن ورزش حرفه‌ای به عنوان مربی، تحلیلگر وبسایت Yahoo! Sports و نماینده فدراسیون بین‌المللی دو و میدانی فعالیت می‌کند.